# George Vella
George William Vella (Żejtun, 24 april 1942) is een Maltees politicus. Van 2019 tot 2024 was hij president van Malta.

## Biografie
Vella sloot zich aan bij de Labour Party en begon zijn politieke carrière in 1978. Drie jaar later werd hij gekozen in het parlement van Malta. Vella verloor zijn zetel bij de verkiezingen van 1987. Vijf jaar later keerde hij terug in het parlement. Tussen 1996 en 1998 was Vella vicepremier en minister van Buitenlandse Zaken en Milieu in het kabinet van Alfred Sant. Na de parlementaire verkiezingen van 1998 keerde hij terug naar het parlement. In maart 2013 werd Vella opnieuw minister van Buitenlandse Zaken, een functie die hij tot 2017 zou bekleden. Begin 2019 werd hij door premier Joseph Muscat voorgedragen als president van Malta. Vella aanvaardde de nominatie, en werd op 4 april van dat jaar ingezworen als tiende president van Malta. Vijf jaar later werd hij opgevolgd door Myriam Spiteri Debono.